# 上埤頭
上埤頭為台灣日治時期台北市之行政區，是不設町的郊區「大字」，在朱厝崙、大安之間。範圍約為今渭水路、市民大道三段、八德路二段、長安東路二段、建國北路一段、龍江路、安東街之一部。通過該區的「台北基隆間縱貫道路」（現八德路）為昔日連接台北與基隆的交通要道，日治時代晚期該區域發展出新興住宅區─東町。

## 設施
- 高砂麥酒株式會社
- 北台北臨時停車場

## 住宅區
- 東町（現八德路、長安東路一帶）